# 王道乾
王道乾（1921年—1993年），浙江紹興人，中國翻譯家（法譯中），  1945年毕业于昆明中法大学法国文学系，获学士学位。1947年赴法国公费留学，在巴黎索邦大学文学院攻读法国文学，1949年10月回国。1950年在华东文化部工作。1954年任中国作协上海分会理事，《文艺月报》编委等职。曾经当选为全国文艺界代表大会代表。1961―1966年在上海作家协会文学研究所工作。“文革”期间派往出版干校参加《世界史》翻译工作。1979―1993年任上海社会科学院文学研究所副所长、研究员、研究生导师，《外国文学报道》杂志主编，社科院高级职称评委会评委，1991年获学术突出贡献国家特殊津贴。他譯作法國文學家瑪格麗特·杜拉斯的作品《情人》，在中國享有很高的評價。
　　王道乾先生还担任过以下职务：国家社科基金会外国文学学科评审组成员；中国外国文学学会副秘书长、常务理事；中国法国文学研究会副会长；《二十世纪欧美文论丛书》编委；《外国文学研究资料丛书》编委；上海比较文学学会副会长；上海翻译家协会理事；上海美学研究会顾问；上海师范学院外国文学研究所特聘教授；《辞海・文艺理论、现代文学部分》主要编写者之一；《中国大百科全书・外国文学卷》部分条目撰写人。　
　　以翻译法国女作家杜拉斯的《情人》而蜚声海内外的翻译家王道乾先生，在中国创造了一个文坛神话：他在汉语世界里创造了“另一个玛格丽特・杜拉斯”。从他的笔下诞生出的一系列杜拉斯作品，如：《琴声如诉》、《昂代斯玛先生的午后》、《广场》、《埃米莉・L》、《洛尔・瓦・斯泰因的迷狂》、《物质生活》等，影响了中国一代年轻作家的创作，有相当一批如今驰骋文坛的作家从中获益良多。由此在中国翻译界产生了一个“《情人》现象”，也就是一个作家如何在另一种语境中最充分、贴切地演绎和表达？这是文坛颇值得思考和研究的现象。
```
   中國已故作家
王小波
，對王道乾的譯筆推崇備至。他在《我的師承》一文中説：
```

|  | 到了將近四十歲時，我讀到了王道乾先生譯的《情人》，又知道了小說可以達到什麼樣的文字境界。道乾先生曾是詩人，後來做了翻譯家，文字功夫爐火純青。他一生坎坷，晚年的譯筆沉痛之極。請聽聽《情人》開頭的一段： 我已經老了。有一天，在一處公共場所的大廳裡，有一個男人向我走來，他主動介紹自己，他對我說：“我認識你，我永遠記得你。那時候，你還很年輕，人人都說你美，現在，我是特為來告訴你，對我來說，我覺得現在你比年輕的時候更美，那時你是年輕女人，與你那時的面貌相比，我更愛你現在備受摧殘的面容。” 這也是王先生一生的寫照。杜拉斯的文章好，但王先生譯筆也好，無限滄桑盡在其中。查先生和王先生對我的幫助，比中國近代一切著作家對我幫助的總和還要大。現代文學的其他知識，可以很容易地學到。但假如沒有像查先生和王先生這樣的人，最好的中國文學語言就無處去學。 |

王小波在文中提及的查先生，即中國內地著名詩人、「九葉派」代表人物查良錚（1918年－1977年）。